# Pete Wyoming Bender

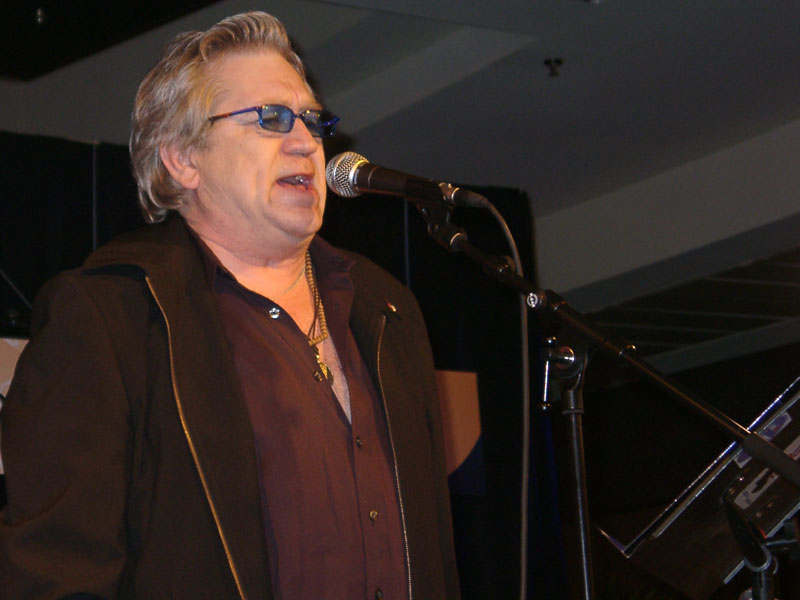
Pete Wyoming Bender live in Siegen (2006)

Pete „Wyoming“ Bender (* 14. September 1943 in Neubreisach, Elsass; † 15. Februar 2014 in Berlin) war ein US-amerikanischer Sänger und Komponist indianischer Abstammung.

## Leben
Als Sohn US-amerikanischer Eltern im Elsass geboren, verbrachte Pete „Wyoming“ Bender seine Kindheit und Jugend in den Vereinigten Staaten, wo er Saxophon, Schlagzeug und Gitarre in der Band seiner High School spielte. Später trat er mit seiner ersten Band in Army-Clubs und auf High-School-Tanzveranstaltungen auf. 1962 kam er nach Deutschland, wo er als Sänger der Band The Flaming Stars 1964 durch die Star-Club-Szene Deutschlands tourte. Später gründete er eine eigene Band mit Musikern aus London und Liverpool.
Er hatte gemeinsame Auftritte und Tourneen mit Alexis Korner in London und Liverpool, mit Tony Sheridan im deutschsprachigen Raum sowie mehrere Benefizauftritte für Organisationen wie Greenpeace, die Indianerbewegung und die AIDS-Hilfe.
1974 kam Bender nach Berlin, gründete zusammen mit Klaus Mäurich (Gitarre), Jonas Bergler (Bass) und Rolo Rodriguez (Schlagzeug) die Gruppe Don’t Worry und spielte regelmäßig in den damals bekannten Folk-Clubs Folkpub und Go In. 1979 lernte er Joe Kučera kennen, der nun sein musikalischer Begleiter auf dem Saxophon wurde. Am 30. Juni 1979 trat Bender solo in der DDR-Jugendsendung rund auf, die in einer Direktübertragung aus Torgau im TV-Sender DDR 1 ausgestrahlt wurde. Darin sang er Born to Be Indian sowie Funky Fever.
Seine kommerziell erfolgreichste Zeit begann 1982 mit neu formierter Band und der Veröffentlichung seiner LP Als ob es gar nichts wär. Diese entstand in den AUDIO Studios Berlin in Koproduktion mit Stan Regal in der Zeit von September bis November 1981. Seinen daraus größten Hit landete er 1982 mit Ich habe diese Frau geliebt. Mit diesem Lied war er im November 1982 einer der Interpreten der letzten Ausgabe der Musiksendung disco. Weitere bekannte Titel dieser LP sind Es ist die Macht, Ich will nie wieder Krieg, Nur ein Fremder oder Nicht mehr siegen. Es folgten zahlreiche deutschlandweite Auftritte in deutschen und (West-)Berliner Jazz- und Folk-Clubs wie der „Eierschale“, Joe’s Bierhaus, Sudhaus oder dem Quasimodo. Mit seiner Pete Wyoming Bender Band ging er im Vorprogramm von Chris de Burgh 1983 auf Tournee, 1986 hatte er einen Auftritt mit Joy Fleming. In den darauffolgenden Jahren folgten Auftritte in weiteren Berliner Jazzclubs wie dem Flöz, Badenscher Hof und Yorkschlösschen (hier meist auch in kleiner Besetzung) und bis zuletzt mit wechselnden Musikern und als Gastmusiker im Rickenbackers Music-Inn.
Bender komponierte die Musik zu dem Musical Die Schmetterlinge sind frei und für mehrere Filme von Atze Brauner. 1999 und 2000 wurde er für einen NAMMY (Native American Music Award) nominiert.
Pete „Wyoming“ Bender war Mitglied im Lions Club Berlin-Meilenwerk. 2009 wählte ihn der Club zu seinem Präsidenten.
Bender ist der Vater von Jen Bender, Leadsängerin der Band Grossstadtgeflüster.

## Pete Wyoming Bender Band

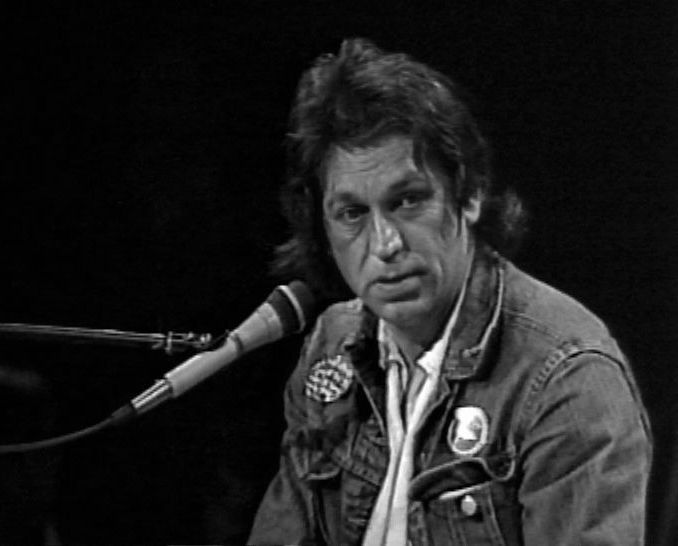
Pete „Wyoming“ Bender Live 1982

Seine Band bestand vorrangig aus seinem Freund Joe Kučera (Saxophon, Klarinette, Flöte), Bob Howell (Schlagzeug), Rolo Rodriguez (Schlagzeug und Percussion), Gerard Batrya und Eckhard „Ecki“ Lüdeke (Bass), Stephen Miller und Michael Gechter (Gitarre). Diese Musiker spielten nach der sehr erfolgreiche LP Als ob es gar nichts wär, auch noch einige nachfolgende Platten ein. Bei Auftritten änderte, reduzierte oder erweiterte er die Bandbesetzung gerne mal z. B. mit einem weiteren Keyboard- und Synthesizer-Spieler oder Backgroundsängern. Aber auch Soloauftritte gab er immer wieder mal, begleitet dann nur allenfalls von seinem Freund Joe.
Einem breiten TV-Publikum bekannt wurde er mit einem Auftritt in einer Ausgabe der viel beachteten Sendereihe Lieder & Leute extra, ausgestrahlt vom SWR, in der live gespielt wurde. Die Songs der Setliste in der von Bill Ramsey präsentierten 30-minütigen Sendung waren: Es ist die Macht, Nicht mehr siegen, Nur ein Fremder, Ich will nie wieder Krieg, Jennifer und eine Coverversion des Lennon/McCartney-Klassikers Got to Get You into My Life. Bei diesem Auftritt erweiterte er seine Band mit John Heinrich (Steel Guitar) und Andreas Hommelsheim (Keyboard und Synthesizer, Mitglied von 55 Fifty Five).

## Diskografie
- Wyoming (1971, unter dem Namen „Wyoming“)
- In Prison (1972, unter dem Namen „Wyoming“)
- Life’s Too Short (1978, als „Pete Wyoming“)
- City Life (1979, als „Pete Bender“)
- Live in the Folkpub, Berlin (1981)
- Als ob es gar nichts wär’ (1982)
- Wenn Gefühle sterben … (1983)
- Ziemlich hilflos (1985)
- 1986
- The Best of Pete Wyoming Bender (1987) Keine Originalversionen, sondern Neueinspielungen der Songs!
- Der Mensch Ist Los (1988)
- ... live im Front-Page Düsseldorf (1988)
- Himmel oder Hölle (1991)
- Bin moll (1994)
- Für die Frau, die alles will (1994)
- Alle für Alle – Steig wieder auf (1994)
- Feuersturm (1995)
- Love Is Real (1995)
- Himmel oder Hölle (1995)
- Fast Ein Ganzes Leben (1995)
- Frei Sein und Trotzdem Nicht Allein (1996)
- Born To Be Indian (1996)
- Higher As The Eagles Flies (1997)
- Go Capitals Go (1997)
- In Memory of Alexis Korner (1997)
- Ich Habe Diese Frau Geliebt (1998)
- Crying to the spirit (1998)
- Nachts (1999)
- Nicht Mehr Siegen (1999)
- Chancenlos (1999)
- Around The Korner (1999)
- Country Songs from the Fifties (1999)
- Merry Christmas (1999)
- The Rainmaker (2000)
- Bender singt Busch (2000)
- Canyon Eagle (2000)
- Tribesmen (2002)
- Dream Catcher (2002)
- Yuwankan Icu (Uplift) (2003)
- Bender singt Busch (2003)
- Timezone – Eine musikalische Zeitreise (2003)
- mitekuya oyasin (Uplift) (2003)
- Ite Hota (2004)
- Born To Be Indian (2004) Neue Produktion
- Somewhere over the Rainbow (2005)
- Peyot Chant (2005)
- Early morning rain (2006)
- Komm ganz nah (2006)
- Born to be Indian (2006)
- Canyon Drums (2006)
- Pete Wyoming Bender singt und spielt deutsche und internationale Weihnachtslieder (2006)
- My Favorite Country Songs
- Pete Wyoming Bender singt und spielt in memory of Louis Armstrong (2007)
- Sampler No. One (2007)
- Life Can Be Easy (2008)
- aus alt mach neu (2009)
- ... immer noch und immer wieder (2009)
- Pete Wyoming Bender Sings & Plays „Tea For Two“ (2009)
- As Time Goes By (2010)
- Save The Last Dance For Me (2010)
- >>The Living Legend<< (2010)
- Merry Christmas (2010)
- Fast ein Leben lang (2013)
- Great Songs Of Past Times (2013)

## Buch
- Hans Hartz, Pete Wyoming Bender, Helmut Mohr (Fotograf): Zufälligkeiten, Texte, Gedichte und Bilder. (Bildband mit 2 CDs und 21 Songs), BassLine 2001, ISBN 3-935236-02-6.